# Judith Richter
 (mai 2019).
Si vous disposez d'ouvrages ou d'articles de référence ou si vous connaissez des sites web de qualité traitant du thème abordé ici, merci de compléter l'article en donnant les références utiles à sa vérifiabilité et en les liant à la section « Notes et références ».
Pour les articles homonymes, voir Richter.

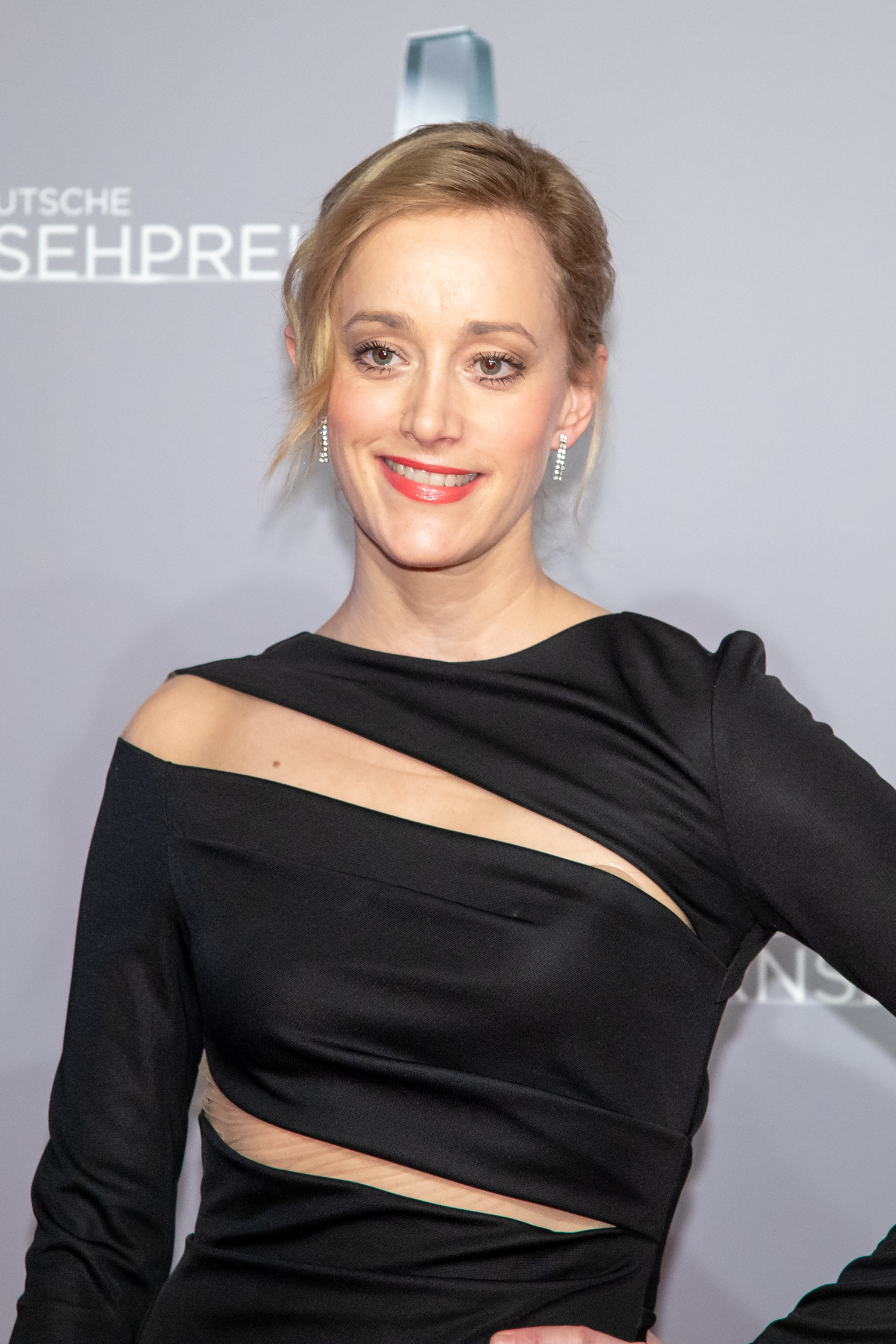
Judith Richter en 2019

Judith Richter, née le 15 novembre 1978 à Munich, est une actrice allemande.

## Biographie
Judith Richter est la fille de l'actrice et artiste de cabaret Beatrice Richter (de) et de l'acteur Heinz Baumann. Elle grandit dans un univers bilingue allemand/anglais américain. Entre 1997 et 2000, elle étudie au studio de théâtre munichois après s'être formée sur des scènes de théâtre et à la télévision allemande. Elle apparaît par exemple dans Mission sauvetage, Unser Charly (de), Bewegte Männer (de), Der Bulle von Tölz (de) et Die Rosenheim-Cops.  
En 2002, Richter joue aux côtés d'Armin Rohde et Jan Josef Liefers dans le film 666 – Traue keinem, mit dem du schläfst! (de) (en français, 666 - Ne fais confiance à personne avec qui tu couches!). Elle apparaît à l'écran en 2004 sous la direction de Gernot Roll dans le film Pura Vida Ibiza. Elle joue le rôle de Rebecca Endlich dans le film Doppelspiel. Elle incarne le rôle de Verena Bergmeier dans la série télévisée Die Landärztin (de) jusqu'en 2013. De 2008 à 2009, elle joue avec Alexander Schubert (de) dans Two Funny – Die Sketch Comedy (de).
De 2013 à 2014, elle apparaît dans la sitcom produite par Paul Harather (de), Im Schleudergang (de) dans le rôle de la fille de Christia Bachmeier (Gisela Schneeberger (de)) sur la Bayerischen Fernsehen. À partir de juillet 2014, elle intervient dans l'émission Ohne Garantie – Die neue Verbraucher-Show sur la ZDF. En mai et juillet 2015, Richter joue le rôle d'Astrid Hillebrand sous la direction de Paul Harather dans la série en six parties Sedwitz (de).

## Filmographie

### Films
- 1990 : Die Architekten
- 2002 : 666 – Traue keinem, mit dem du schläfst!
- 2004 : Pura Vida Ibiza
- 2006 : Doppelspiel
- 2011 : Freilaufende Männer
- 2011 : Resturlaub
- 2012 : Air Force One is Down
- 2015 : Krippenwahn

### Séries
- 1998 : Zwei Brüder – Tödliche Träume
- 2000 : Mission sauvetages[1]
- 2000 : Soko brigade des stups – Die Eisprinzessin
- 2001 : Stubbe – Von Fall zu Fall – Havanna Dream
- 2001 : Küstenwache – Übergabe auf See
- 2002-2005 : Unser Charly (24 épisodes)
- 2003 : Bewegte Männer – Sterne lügen nicht
- 2004 : Der Bulle von Tölz: Krieg der Sterne
- 2004 : Schöne Witwen küssen besser (Fernseh-Zweiteiler)
- 2005 : Die Rosenheim-Cops – Mord im Paradies
- 2005-2013 : Die Landärztin (10 épisodes)
- 2007 : In aller Freundschaft – Verlockungen
- 2008 : Two Funny – Die Sketch Comedy
- 2009 : Die Rosenheim-Cops – Jo unter Verdacht
- 2010 : Polizeiruf 110 – Blutiges Geld
- 2010 : Die Bergwacht – Brautflucht
- 2012 : Ladykracher
- 2012 : Die Harald Schmidt Show
- 2012 : In jeder Beziehung
- 2013 : Im Schleudergang
- 2013 : Die Landärztin – Entscheidung des Herzens
- 2013 : Die Landärztin – Vergissmeinnicht
- 2013 : SOKO Wismar – Tod im Feld
- 2015 : Sedwitz (épisodes 1-6)
- 2015 : Die Rosenheim-Cops – Der große Unbekannte
- 2015 : Jetzt wird’s schräg (épisode 8)
- 2015 : Sketch History
- 2017 : Bettys Diagnose (épisode 38)
- 2017 : Über Land (épisode 1)

## Théâtre
- 1995 : Anything goes – Cole Porter (mise en scène McDonald)
- 1999 : Brighton-Beach-Memories (mise en scène McDonald)
- 1999 : Der Widerspenstigen Zähmung (mise en scène Roussetty)
- 2002 : Boeing Boeing (mise en scène von Sydow)
- 2009 : Lieblingsmenschen (mise en scène Alexander Kratzer)
- 2013 : Ziemlich beste Freunde (mise en scène Gunnar Dreßler)

## Récompenses
En 2004, Richter obtient le prix  Undine Award (de) récompensant un film autrichien.